# Anna Maria Mickiewicz
Anna Maria Mickiewicz, de domo Radomińska (ur. 1960 w Lublinie) – polska poetka, eseistka, tłumaczka i dziennikarka.

## Życiorys
Urodziła się w 1960 r. w Lublinie. Ukończyła studia na Wydziale Pedagogiki i Psychologii Uniwersytetu Marii Skłodowskiej – Curie, Szkołę Higieny Psychicznej im. prof. Kazimierza Dąbrowskiego w Warszawie i Warsztaty Teatralne Waldemara Sidora w Lublinie. Otrzymała certyfikaty z zakresu Media Studies w Birkbeck, Uniwersytecie Londyńskim. W latach 80. współredagowała pismo „Wywrotowiec” związane z opozycją demokratyczną w Polsce. Od tego czasu jej artykuły były drukowane w wielu pismach ogólnopolskich i zagranicznych. Związana z ruchem literackim i środowiskiem skupionym wokół prof. Kazimierza Dąbrowskiego, twórcy teorii dezintegracji pozytywnej. Po przełomie politycznym w 1989 roku włączyła się w tworzenie niezależnych mediów w kraju. Pracowała jako dziennikarka w prywatnej Gazecie Lubelskiej „Dzień”. W Międzynarodowym Liceum Paderewskiego w Lublinie stworzyła program autorski dedykowany dziennikarstwu i komunikacji. Program uzyskał nagrodę Fundacji Stefana Batorego. W roku 1991, wraz z rodziną opuściła Polskę i wyjechała do Stanów Zjednoczonych (Kalifornia). Od 1995 roku mieszka w Londynie.

## Działalność
Należy do Związku Pisarzy Polskich na Obczyźnie. W latach 2000–2011 pełniła funkcję w Zarządzie, obecnie jest członkinią Rady Opiniotwórczej ZPPnO. Członkini The English Pen i polskiego Pen Clubu. Jest członkinią Jury Nagrody Literackiej California State Poetry Society, Jury Międzynarodowej Nagrody Literackiej im. K. M. Anthru w Indiach, Jury Nagrody im. Josepha Conrada (USA) i Kapituły Medalu oGródka PoEzji (Londyn). Należy do kilku londyńskich grup poetyckich m.in.: Enfield Poets, The Highgate Society’s Poetry Group, Exiled Writers Ink. Współredagowała i przeprowadziła reformę londyńskiego Pamiętnika Literackiego. W Londynie założyła wydawnictwo poetyckie Literary Waves Publishing. Współpracowuje z portalem pisarze.pl i wydawnictwem amerykańskim Contemporary Writers of Poland. Wraz z University College London, z udziałem międzynarodowych grup poetyckich, prowadziła spotkania poetyckie w ramach Światowego Dnia Poezji UNESCO – Europejskie Dialogi Literackie. Członkini Rady Programowej Macierzy Szkolnej w Londynie. Członkini. Wraz z amerykańskim wydawnictwem Contemporary Writers of Poland przygotowywała cykliczne antologie poetyckie. Z brytyjskim tłumaczem, Noelem Clark’iem brała udział w tworzeniu wystawy Eagle and Lion, która zaprezentowana została podczas wizyty królowej Elżbiety II w Polsce w marcu 1996. Przez wiele lat pracowała jako korespondent, opisując wydarzenia kulturalne i literackie w Wielkiej Brytanii.

## Twórczość
Publikuje od 1980 roku. Jej debiutem literackim był tomik Dziewanna z 1985 r.

### Wybrane publikacje
- Anna Maria Mickiewicz, Dziewanna, Warszawa: Galeria Słowa, 1985, OCLC 891176187 [dostęp 2022-03-26] (pol.). Brak numerów stron w książce
- Anna Maria Mickiewicz, Okruchy z okrągłego stołu: polskie impresje z lat 1989–1995, Lublin: Norbertinum, 2000, ISBN 978-83-7222-063-9, OCLC 233504313 [dostęp 2022-03-26] (pol.). Brak numerów stron w książce
- Anna Maria Mickiewicz, Proscenium, Lublin: Norbertinum, 2010, ISBN 978-83-7222-406-4, OCLC 751019881 [dostęp 2022-03-26] (pol.). Brak numerów stron w książce
- Anna Maria Mickiewicz, London manuscript, Bristol: Poetry Space, 2014, ISBN 978-1-909404-18-2, OCLC 899821932 [dostęp 2022-03-26] (ang.). Brak numerów stron w książce
- Anna Maria Mickiewicz, Contemporary writers of Poland: flying between words, S.l.: Dreammee Little City, 2015, ISBN 978-1-312-87162-5, OCLC 939898065 [dostęp 2022-03-26] (ang.). Brak numerów stron w książce
- Anna Maria Mickiewicz, Lato w Seaford, Inowrocław: Alicja Kuberska, 2017, ISBN 978-83-938944-7-5, OCLC 989763833 [dostęp 2022-03-26]. Brak numerów stron w książce
- Anna Maria Mickiewicz, The mystery of time and other poems, London: Flutter Press, 2019, ISBN 978-1-0885-1902-8, OCLC 1150367065 [dostęp 2022-03-26] (ang.). Brak numerów stron w książce
- Anna Maria Mickiewicz, Londyńskie bagaże literackie, Orlando; Londyn: Dreammee Little City, 2019, ISBN 978-0-244-20095-4, OCLC 1121443529 [dostęp 2022-03-26]. Brak numerów stron w książce
- Anna Maria Mickiewicz, Zza oceanu: poeci amerykańscy polskiego pochodzenia, Orlando: Dreammee Little City, 2019, ISBN 978-1-7947-2994-0, OCLC 1241633637 [dostęp 2022-03-26]. Brak numerów stron w książce
- Anna Maria Mickiewicz, Danuta Błaszak, Agnieszka Herman, Do zobaczenia, Anna Maria Mickiewicz (red.), Orlando; Londyn: Dreammee Little City, 2019, ISBN 978-0-359-43678-1, OCLC 1150438661 [dostęp 2022-03-26]. Brak numerów stron w książce
- Anna Maria Mickiewicz, In Honour of the Artist, London-Orlando: Dreammee Little City, 2019, ISBN 978-0-359-30539-1, OCLC 1090200485 [dostęp 2022-03-26] (ang.). Brak numerów stron w książce
- Anna Maria Mickiewicz, Pokolenie „Wspłczesności”: ruch literacki 1956, London: Dreammee Little City, 2020, ISBN 978-1-6781-9974-6, OCLC 1241603755 [dostęp 2022-03-26]. Brak numerów stron w książce

## Nagrody i wyróżnienia
- wyróżniona tytułem Autorki Roku 2013, nadanym przez amerykański portal literacki „miasto literatów 2000++”,
- brązowy Medal „Zasłużony Kulturze Gloria Artis” (2015)[3],
- Krzyż Wolności i Solidarności (2019)[1],
- Nagroda Literacka im. Josepha Conrada (2020)[4]
- wybrana Polonijną Artystką Roku w ramach III Międzynarodowego Dnia Edukacji Polonijnej (2022)
- medal „Zasłużony Kulturze OGródek PoEzji” (2022)

## Życie prywatne
Zamężna z Tomaszem Markiem Mickiewicz, prof. ekonomii w Wielkiej Brytanii. Mają syna Stanisława Stana Mickiewicz.